# Bohaiornis
Bohaiornis es un género extinto de ave enantiornita. Sus fósiles se han hallado en la formación Yixian del Cretácico Inferior del occidente de la provincia de Liaoning, China. La especie tipo y única conocida, B. guoi, fue denominada por Dongyu Hu, Li Li, Lianhaim Hou y Xing Xu en el año de 2011 sobre la base de un esqueleto bien preservado y totalmente articulado de un individuo subadulto. Es similar a su pariente Eoenantiornis pero es mucho mayor en cuanto a sus dimensiones. En 2014 se describió un segundo espécimen.